# Эмсская пунктуация

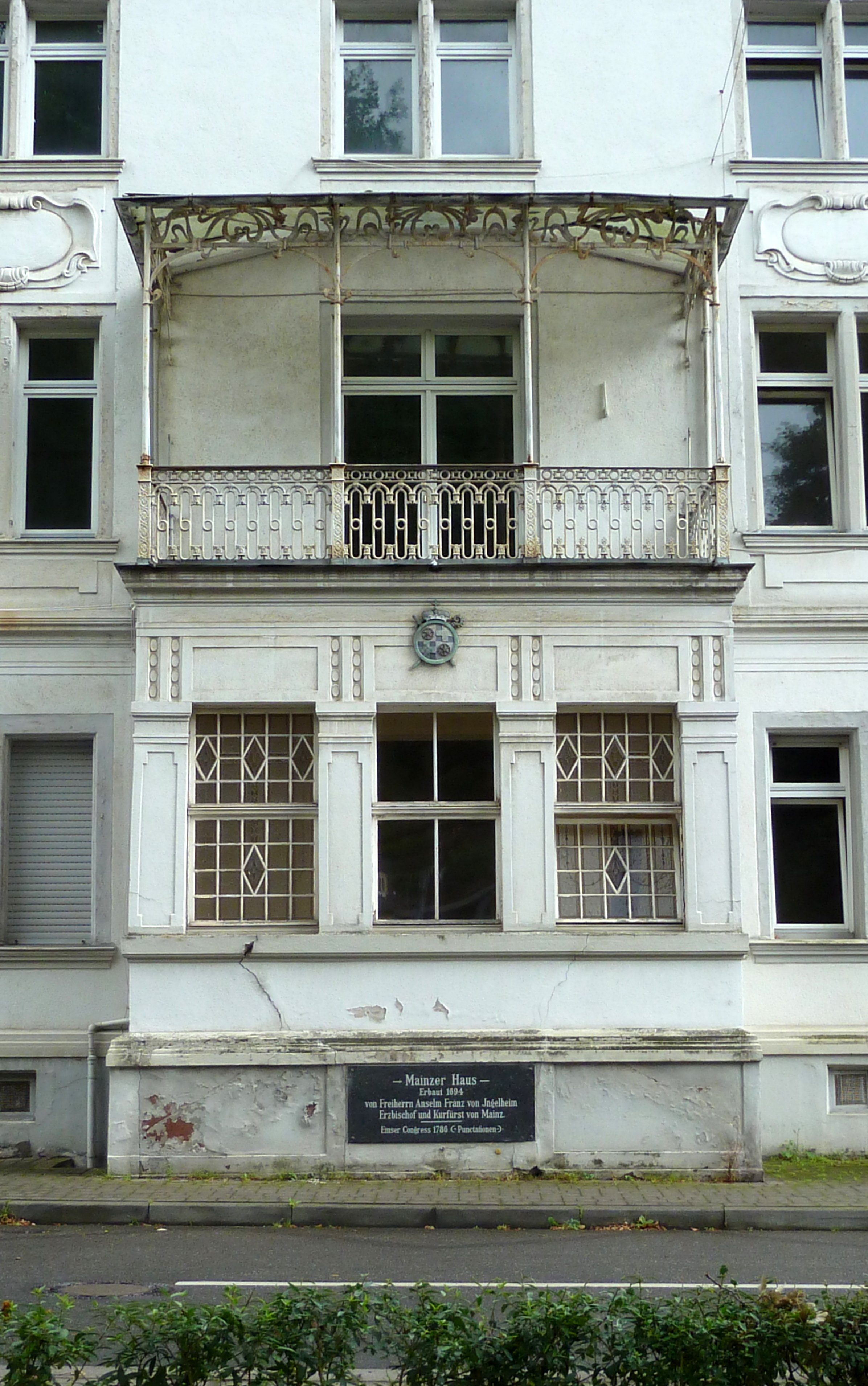
Здание (так называемый Майцский дом, принадлежавший майнцскому архиепископу) в Бад-Эмсе, где проходил Эмсский конгресс, с памятной табличкой об этом событии

Эмсская пунктуация (нем. Emser Punktation) — заявление представителей четырех князей-епископов Священной Римской империи, которые собрались в августе 1786 года в Бад-Эмсе в Трирском курфюршестве и выступили с протестом против вмешательства Папы Римского во внутренние дела католической церкви на подвластных им территориях.

## Предыстория
Первым симптомом борьбы за независимость германской церкви было издание в 1763 г. книги Иоанна-Николая Гонтгейма «Febronius, de Statu ecclesiae» и вызванное ею научное направление, известное под именем фебронианизма. 
Уже в следующем году духовные курфюрсты издали послание, в котором они призывали защиту императора против судебных и процессуальных правонарушений со стороны римских куриальных учреждений и папских нунциев. 
Еще сильнее влияние фебронианизма проявилось в 1769 году в кобленцской конференции представителей трех духовных курфюрстов — майнцского, кельнского и трирского, при участии Гонтгейма. Результатом её явились кобленцские артикулы, в которых требовалось восстановление свободы германской церкви и предлагалась соответствующая этому реформа церковной жизни, существенно ограничивавшая папскую власть в отношении внутренних дел германской церкви. Кобленские артикулы были подписаны курфюрстами и представлены в 1770 году императору Иосифу II, который их отклонил. 
Толчок возобновлению дела был дан в 1785 году, когда римская курия решила учредить в Мюнхене особую нунциатуру, чувствительно затрагивавшую права и интересы всех рейнских епископов и курфюрстов. Взволнованные известием об этом проекте курфюрсты в августе 1786 года послали своих депутатов в Бад-Эмс на конференцию, получившую название Эмсского конгресса. Результатом его заседания стала 25 августа 1786 года так называемая Эмсская пунктуация, подписанная представителями архиепископов майнцского, трирского, кельнского и зальцбургского. Ратифицированная ими Эмсская пунктуация в сентябре того же года была представлена императору Иосифу II. 

## Содержание
Архиепископы, опираясь на императорский рескрипт 12 октября 1785 года, требовали восстановления епископских прав, стесненных в течение столетий папами. Признавая папскую власть в тех рамках, которые были установлены фебронианизмом, она высказывалась против всех папских преимуществ и резерватов, которые не принадлежали папам в первые три века христианства. 
Исходя из этого положения, пунктуаторы предоставляли епископам в пределах их eпapxии всю связующую и разрешающую власть, причем уничтожались всякие экземпции, диспенсации, экспектанции и проч. Много места было уделено утверждению самостоятельности епископов по замещению церковных должностей, затем регулировались назначение новых епископов, аннаты, плата за получение паллиума, подсудность и судебные инстанции. В заключительном пункте говорилось об улучшении церковной дисциплины, отношений государства к церкви и проч.

## Результат
Несмотря на то, что за нее стояли высшие представители церковной власти в Германии и часть духовенства, Эмсская пунктуация практически не привела ни к каким последствиям, частью потому, что германские епископы, по меткому выражению профессора Н. Суворова, не желали подчиняться вместо одного четырем папам, частью потому, что император Иосиф II, относившийся к церкви в духе Просвещения и полицейского государства, не симпатизировал стремлению архиепископов к церковной самостоятельности, частью, наконец, потому, что Великая французская революция не благоприятствовала дальнейшей разработке принципов фебронианизма и Эмсской пунктуации. 